# Caffè Paszkowski

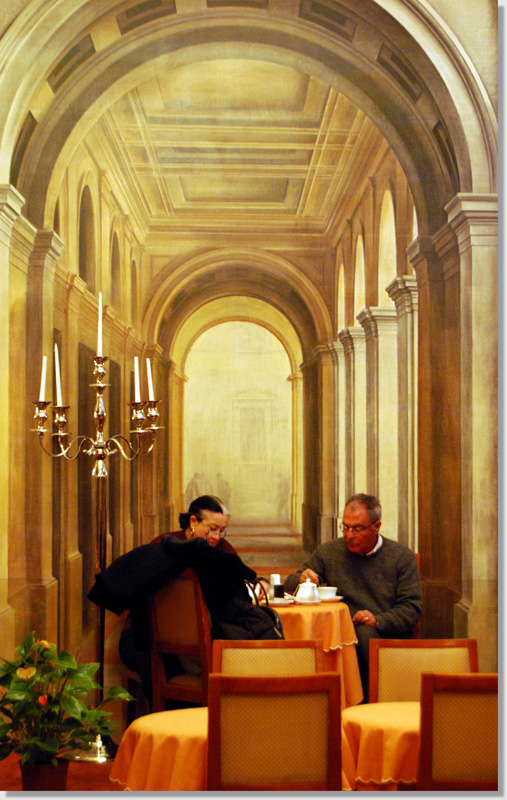
Zwei Gäste im Florentiner Traditionscafé

Das Caffè Paszkowski in der Piazza della Repubblica Nr. 31–35 ist ein Florentiner Traditionscafé.
Bald nach der Eröffnung im Jahr 1846 mutierte das Paszkowski vom Brauereilokal zum Konzertcafé und wurde, um 1900,  Treffpunkt der Literaten von Florenz. Hier verkehrten unter anderem  Giovanni Papini, Giuseppe Prezzolini, Ardengo Soffici, Gaetano Salvemini, Gabriele D’Annunzio, Eugenio Montale, Umberto Saba, Vasco Pratolini. 1991 wurde das Café zum  Monumento Nazionale erklärt und unter Denkmalschutz gestellt.